# Liometopum sinense
Liometopum sinense é uma espécie de formiga do gênero Liometopum.